# Zdeněk Kárník
Zdeněk Kárník (25. června 1931, Dobré u Dobrušky – 30. září 2011 Praha) byl český historik a pedagog.

## Život
Narodil se v rodině východočeského obchodníka Františka Kárníka. V mládí jej ovlivnil mj. starší bratr František, předčasně zemřelý v osmatřiceti letech, asistent a později docent Vysoké školy politických a hospodářských věd (v oborech politologických, státoprávních a ekonomických), silně vlastenecky orientovaný a za války podporující protinacistický odboj. Zdeněk Kárník studoval na gymnáziu v Rychnově nad Kněžnou. Poté od roku 1950 studoval Fakultu společenských nauk Vysoké školy politických a hospodářských věd v Praze, od roku 1952 sloučenou s Filozoficko-historickou fakultou Univerzity Karlovy. Od roku 1954 na témže ústavu vyučoval. V roce 1965 se stal docentem moderních československých dějin.
Roku 1968 se angažoval v obrodném procesu na fakultě i mimo ni, po rozpuštění tamní stranické organizace se odmítl znovu do komunistické strany přihlásit a žádat o přijetí. V roce 1969 musel z politických důvodů ukončit pedagogickou činnost na vysoké škole, o rok později byl donucen fakultu opustit; vrátit se mohl roku 1990 (vedoucí semináře sociálních dějin na Ústavu pro hospodářské a sociální dějiny). 1970–90 pracoval ve Středisku státní památkové péče Středočeského kraje. Řadě dalších perzekvovaných historiků pomohl z pozice referenta k obživě zadáváním odborných úkolů pod svými či cizími jmény. Publikoval v samizdatu (redaktor samizdatového Historického sborníku, vycházel 1978-1989, Zdeňku Kárníkovi to přineslo mj. i zájem ze strany Státní bezpečnosti) nebo pod cizími jmény (Jan Galandauer, Eva Myšková, František Hartman, Karel Zubatý, Jiří Kolda). Působil na Univerzitě Karlově v Praze, Akademii věd České republiky a rovněž na vysokých školách v rodném regionu, Vysoké škole pedagogické v Hradci Králové, Fakultě humanitních studií, později Filozofické fakultě Univerzity Hradec Králové. V letech 1968–1969 a 1990–1992 byl členem rehabilitační komise FF UK, 1989–1990 zastával post předsedy obnovujícího se Historického klubu, 1993 byl hostujícím profesorem Ruhr-Universität Bochum, 1998 na studijním pobytu ve Vídni. V letech 1956–1969 byl členem KSČ (vystoupil, 1970 zbaven členství). Mezi své zájmy počítá lyžování, turistiku a poslech vážné hudby. Celoživotní přátelství jej pojilo s historikem Vladimírem Kašíkem. Zemřel 30. září 2011.

## Stručná charakteristika díla
Orientoval se nejdříve na dějiny dělnického hnutí a socialistických stran (příznačně před rokem založení KSČ 1921), později svůj záběr rozšířil na dějiny První a Druhé republiky v návaznosti na období existence Rakouska-Uherska: Socialisté na rozcestí: Habsburk, Masaryk či Šmeral? (1968, rozš. 1996), České země v éře První republiky (1918–1938), I–III (2000-2003), Malé dějiny československé (1867–1939) (2007). Profesionální krédo prof. Kárníka zní: "Dobrat se příčin jevu bez ohledu na cizí i vlastní předchozí přesvědčení či názor."

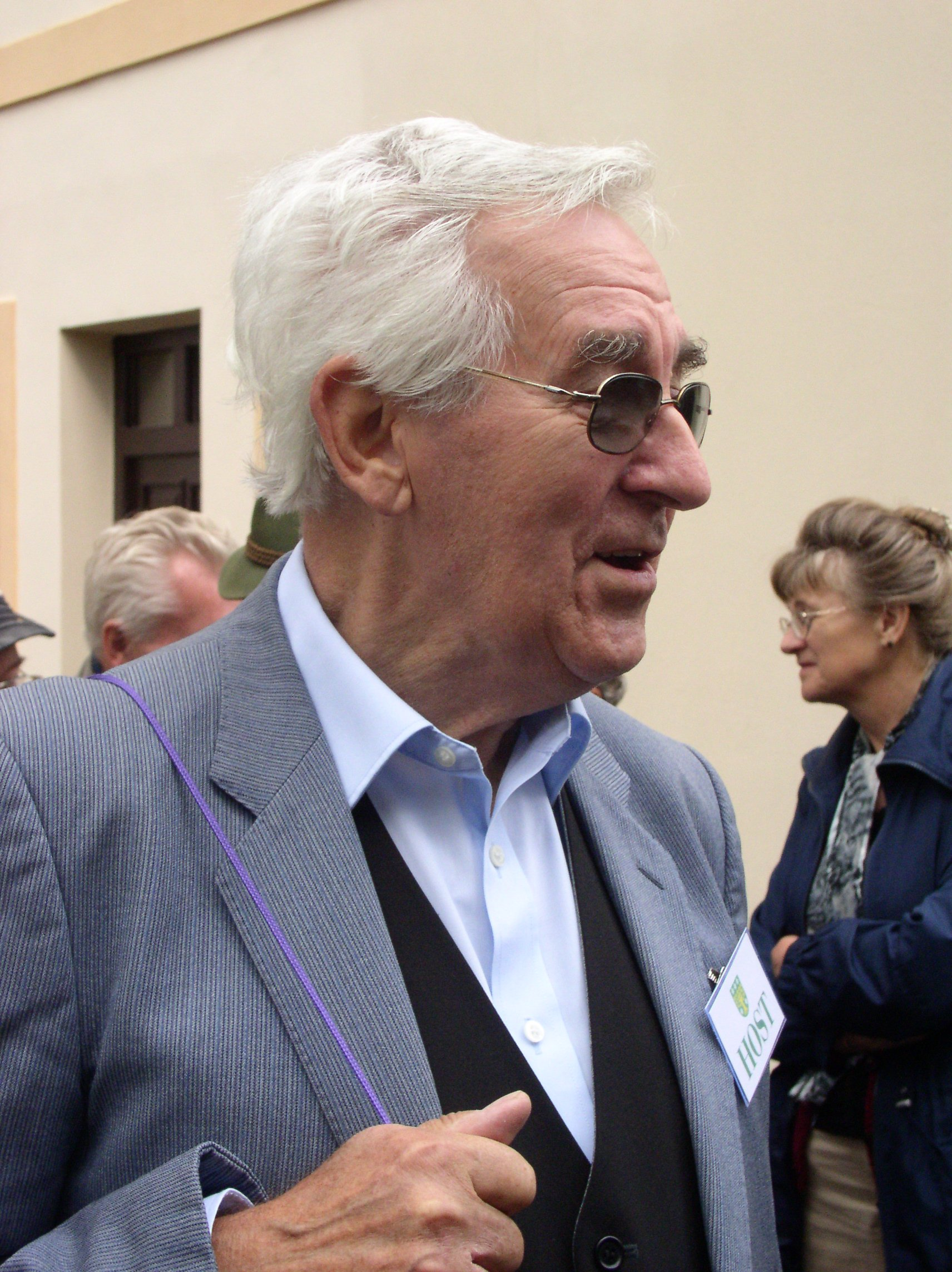
Zdeněk Kárník

V habilitační práci První pokusy o založeními komunistické strany v Čechách se zabýval radikálními levicovými uskupeními, především anarchisty a anarchokomunisty. Stěžejní dílo o "socialistech na rozcestí" detailně zkoumá vývoj politiky sociálních demokratů v Čechách za první světové války v politickém kontextu českém, rakousko-uherském i zahraničněpolitickém na křižovatce trefně vymezené třemi jmény v názvu. Rozsáhlá trilogie o první republice přináší všestrannou analýzu a popis politického, hospodářského, demografického, sociálního, ale i kulturního či vědeckého vývoje v meziválečném období. Kniha je vybavena obrazovým materiálem a tabulkami, ve třetím díle je podrobně rozpracováno tragické období cesty k Mnichovu. Kniha přihlíží i k vývoji na Slovensku a Podkarpatské Rusi. Následná (opět rozsáhlá) práce se skromným titulem Malé dějiny československé (1867–1939) přistupuje k tématu z nových pozic: zásadní je již samotné časové vymezení, naznačující, že autor zkoumá jak předehru vzniku prvního československého státu v závěrečném období existence habsburské monarchie, tak epilog v podobě druhé republiky. Výklad směřuje více k poloze populárně-naučné, místy však ještě hlouběji rozpracovával témata, která přinesla "trilogie"; větší pozornost je pak věnována Slovensku. Ve srovnání s "trilogií" podstatně navyšuje obrazový doprovod, texty k ilustracím jsou pak zpracovány do podoby rozsáhlejších vysvětlení.
Významná byla i jeho činnost ediční: Karel Kazbunda, Otázka česko-německá v předvečer Velké války (1995), Bolševismus, komunismus a radikální socialismus v Československu, I–V (2003–2005), K novověkým sociálním dějinám českých zemí, I–IV (1998–2001) aj. Je rovněž autorem řady článků, statí a 2 knih pro děti o partě kluků z okolí hradu Handštejna v době druhé světové války.
Přispíval do periodik Památkářské práce, Acta Oeconomica Pragensia, Historický obzor, Východočeské listy historické, Acta historica et museologica Universitatis Silesianae Opaviensis aj., tematické encyklopedie Larousse, řady sborníků, publikací památkářského charakteru.

## Dílo

### Výběr z historických prací
- Dělnické rady v českých zemích 1917–1920. Praha : Filozofická fakulta Univerzity Karlovy, 1960.
- Založení KSČ v severovýchodních Čechách. Havlíčkův Brod : Krajské nakladatelství, 1961.
- Za československou republiku rad. Národní výbory a dělnické rady 1917–20. Praha : ČSAV, 1963.
- První pokusy o založení komunistické strany v Čechách. Praha : Academia, 1966.
- Socialisté na rozcestí: Habsburk, Masaryk či Šmeral? (1968), rozš. 1996, Praha : Karolinum. ISBN 978-80-7184-128-9.
- Rumburská vzpoura (pod jménem Eva Myšková). Ústí nad Labem : Severočeské nakladatelství, 1978. Postavy a události, sv. 6.
- Rozpad Rakousko-Uherska I–II (1988, samizdat).
- České země v éře První republiky (1918–1938). Díl první. Vznik, budování a zlatá léta republiky (1918–1929). Praha : Libri, 2000. ISBN 80-7277-027-6.
- České země v éře První republiky (1918–1938). Díl druhý. Československo a české země v krizi a v ohrožení (1930–1935). Praha : Libri, 2002. ISBN 80-7277-027-6.
- České země v éře První republiky (1918–1938). Díl třetí. O přežití a o život (1936–1938). Praha : Libri, 2003. ISBN 80-7277-119-1.
- Vlastimil Tusar. Novinář, politik, diplomat. Praha : Česká strana sociálně demokratická, 2005. ISBN 80-239-7703-2
- Malé dějiny československé (1867–1939). Praha : Dokořán, 2007. ISBN 978-80-7363-146-8.

### Beletrie
- Bílá ruka – Za tajemstvím hradu Handštejna. Praha : Knižní klub, 2003. ISBN 80-242-0956-X.
- Bílá ruka a poklad hradu Handštejna. Praha : Dokořán, 2004. ISBN 80-86569-57-8.

### Výběr z edicí
- Karel Kazbunda, Otázka česko-německá v předvečer Velké války. (Ed. Zdeněk Kárník.) Praha : Karolinum, 1995. ISBN 80-7184-056-4.
- Sborník k problematice multietnicity. České země jako multietnická společnost: Češi, Němci a Židé ve společenském životě českých zemí 1848–1918. Praha : Filozofická fakulta Univerzity Karlovy, 1996. ISBN 80-85899-17-5.
- K novověkým sociálním dějinám českých zemí I. Čechy mezi tradicí a modernizací 1566–1848. (Eds. Zdeněk Kárník a Jiří Štaif.) Praha : Karolinum, 1999. ISBN 80-7184-930-8.
- K novověkým sociálním dějinám českých zemí II. Z dob rakouských a předlitavských (1848–1918). (Ed. Zdeněk Kárník.) Praha : Karolinum, 1998.
- K novověkým sociálním dějinám českých zemí III. Od války k válce (1914–1939). (Ed. Zdeněk Kárník.) Praha : Karolinum, 2001. ISBN 80-7184-495-0.
- K novověkým sociálním dějinám českých zemí IV. Zvraty a převraty (1939–1992). (Eds. Zdeněk Kárník a Jan Měchýř.) Praha : Karolinum, 2001. ISBN 80-246-0198-2.
- Antologie studijních textů k novověkým sociálním dějinám V/I. (Eds. Jaroslav Čechura a Zdeněk Kárník.) Praha : Karolinum, 2002. ISBN 80-246-0341-1.
- Masaryk, Tomáš Garrigue, 1850–1937. Parlamentní projevy 1907–1914. (Eds. Vratislav Doubek, Zdeněk Kárník a Martin Kučera, překlad Veronika Dudková.) Praha : Masarykův ústav AV ČR, 2002. ISBN 80-86495-11-6.
- Bolševismus, komunismus a radikální socialismus v Československu I. (Eds. Zdeněk Kárník a Michal Kopeček.) Praha : Dokořán, 2003. ISBN 80-86569-60-8.
- Bolševismus, komunismus a radikální socialismus v Československu II. (Eds. Zdeněk Kárník a Michal Kopeček.) Praha : Dokořán, 2004. ISBN 80-86569-77-2.
- Bolševismus, komunismus a radikální socialismus v Československu III. (Eds. Zdeněk Kárník a Michal Kopeček.) Praha : Dokořán, 2005. ISBN 80-7363-006-0.
- Bolševismus, komunismus a radikální socialismus v Československu IV. (Eds. Zdeněk Kárník a Michal Kopeček.) Praha : Dokořán, 2005. ISBN 80-7363-032-X.
- Bolševismus, komunismus a radikální socialismus v Československu V. (Eds. Zdeněk Kárník a Michal Kopeček.) Praha : Dokořán, 2006. ISBN 80-7363-033-8.

#### Kontroverze
- Interpelace RNDr. Jiřího Šolera, CSc., zpochybňující oprávněnost výběru Zdeňka Kárníka jako soudního znalce a VŠ pedagoga